# Маркос, Рубен
Рубен Маркос (исп. Héctor Rubén Marcos Peralta; 6 декабря 1942, Осорно, Лос-Лагос — 14 августа 2006, Осорно, Лос-Лагос) — чилийский футболист, полузащитник. Участник чемпионата мира 1966 года.

## Карьера
В 1962 году Рубен Маркос начал играть за «Универсидад де Чили». Его клуб выиграл чемпионат страны, а сам футболист сыграл 24 матча и забил 11 голов. В 1963 году полузащитник забил 9 голов, а его клуб занял 2 место в чемпионате. В 1964 году забил 22 гола, установив личный рекорд результативности, и помог клубу вновь выиграть чемпионат. В 1965 году его клуб отстоял титул. Сам Маркос провёл на поле 27 матчей забил 12 голов. В составе «Универсидад де Чили» футболист принимал участие в Кубке Либертадорес в 1963 (1 гол) , 1965, 1966 (2 гола), 1968 (1 гол) , 1970 (3 гола). В 1971 году полузащитник провёл один сезон за эквадорский «Эмелек». В 1972 году футболист вернулся в Чили, где он играл «Удиверсидад де Чили» и «Палестино».

## Сборная Чили
В 1963 году футболист впервые сыграл за сборную Чили. В 1966 году нападающий забил 2 гола на чемпионате мира. В 1967 году нападающий забил 2 гола Венесуэле и Уругваю на чемпионате Южной Америки, на котором сборная Чили заняла 3 место.

## Достижения
- Чемпион Чили: 1962, 1964, 1965, 1967, 1969